# História do Azerbaijão

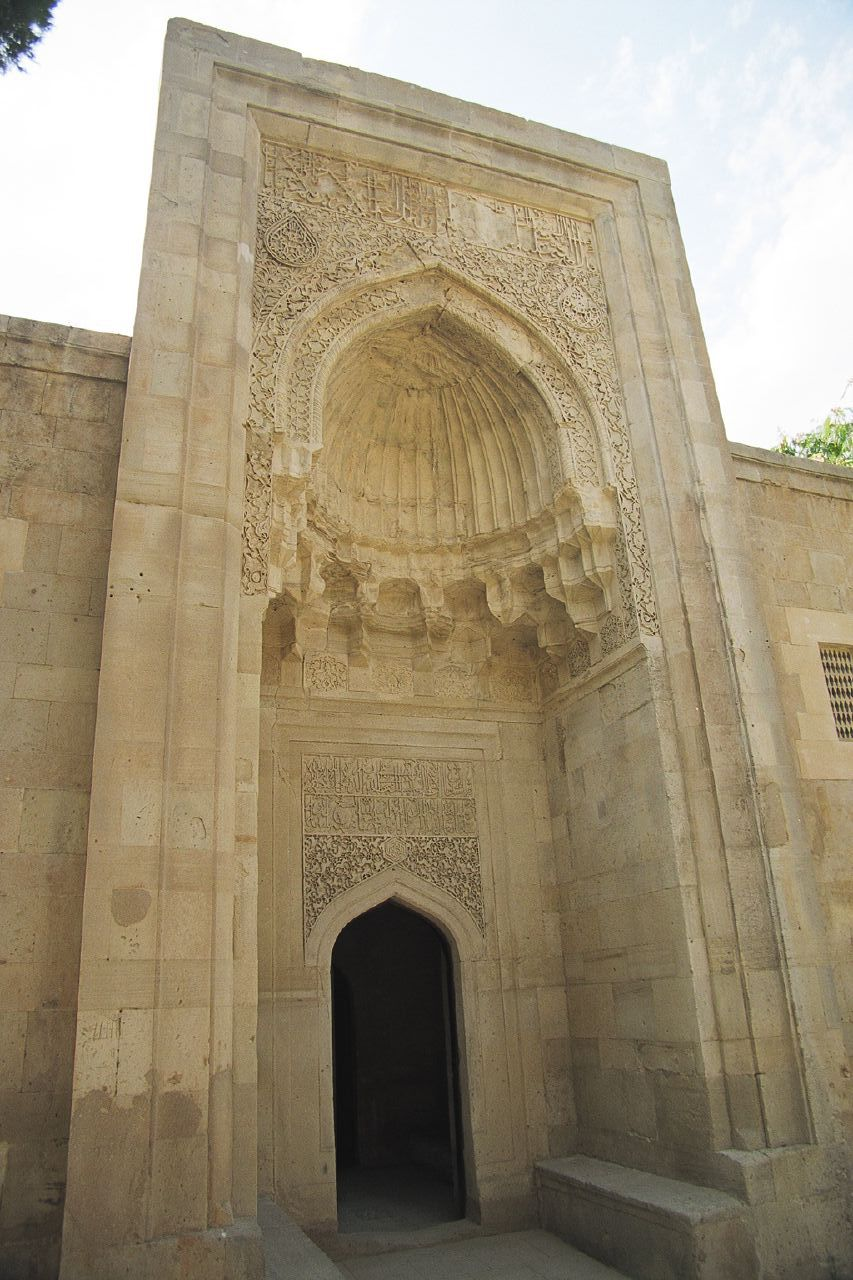
Mausoléu de Shirvanshahs, em Baku, capital do país.

A história do Azerbaijão é entendida como a história da região que agora forma a República do Azerbaijão. Topograficamente, a terra é contida pelas encostas do sul das montanhas do Cáucaso no norte, o Mar Cáspio no leste e as Terras Altas da Armênia no oeste. No sul, suas fronteiras naturais são menos distintas, e aqui o país se funde com o planalto iraniano.
O Albânia caucasiana foi estabelecida em seu solo nos tempos antigos. A língua cáucaso-albanesa falada pelos fundadores da Albânia caucasiana foi provavelmente um antecessor da agora ameaçada língua udi falada pelo povo udis. Desde da época de Medos e do Império Aquemênida, até a chegada dos russos no século XIX, os territórios da República do Azerbaijão e do Irã geralmente compartilhavam a mesma história. O Azerbaijão manteve seu caráter iraniano mesmo após a conquista árabe do Irã e a conversão dos habitantes da área ao Islã. 
Cerca de quatro séculos depois, tribos turcomanas oguzes sob a dinastia seljúcida entraram na área, e o Azerbaijão ganhou uma grande quantidade de habitantes turcomanos. Ao longo dos séculos, à medida que a população original se misturava com os nômades turcos imigrantes, o número de falantes nativos de persa diminuiu gradualmente, e um dialeto túrquico hoje conhecido como azerbaijano (ou turco azeri) ganhou força. Uma das dinastias regionais, os Shirvanshahs, depois de se tornarem um estado sob o teto do Império Timúrida, ajudaram os Timúridas na guerra contra o Canato da Horda Dourada. Após a morte de Timur, dois estados turcos independentes e rivais emergiram na região, a saber, Qara Qoyunlu e Aq Qoyunlu.  Os Shirvanshahs, por outro lado, tornaram-se independentes novamente nesse processo e fortaleceram seus governos locais.
Após as guerras Russo-Persas de 1804-1813 e 1826-1828, Império Cajar foi forçado a ceder seus territórios caucasianos ao Império Russo; Os tratados de Gulistan em 1813 e Turcamanchai em 1828 definiram a fronteira entre a Rússia czarista e o Império Cajar. A região ao norte do Arax era iraniana até ser ocupada pelo Império Russo durante o século XIX. De acordo com o Tratado de Turcamanchai, Império Cajar reconheceu a soberania russa sobre o Erivan, Naquichevão eTalysh Khanates (as últimas partes do Azerbaijão ainda estão com o irã). Depois de mais de 80 anos fazendo parte do Império Russo no Cáucaso, a República Democrática do Azerbaijão foi estabelecida em 1918. O nome "Azerbaijão", adotado pelo Partido Musavat por razões políticas, foi usado para identificar a região adjacente do noroeste do Irã.
O Azerbaijão foi invadido pelas forças soviéticas em 1920, o que levou ao estabelecimento da República Socialista Soviética do Azerbaijão. No início do período soviético, a identidade nacional do Azerbaijão foi finalmente forjada. O Azerbaijão permaneceu sob o domínio soviético até o colapso da União Soviética em 1991, após o qual a República independente do Azerbaijão foi proclamada. Relações hostis com a vizinha República da Armênia e o Conflito do Alto Carabaque têm sido pontos focais na política do Azerbaijão desde a independência.